# 故国川王
故国川王（ここくせんおう、生年不詳 - 197年5月）は高句麗の第9代の王（在位:179年 - 197年5月）。姓は高、諱は男武。国壌王とも表記され、『三国遺事』王暦では諱を男虎とする。先代の新大王の第2子であり、提那部の于素の娘を王妃とした。179年に新大王が死去したときに、長男の抜奇が政権内や人民の評判が悪かったため、男武が擁立されて王位に就いた。
『三国史記』高句麗本紀・故国川王紀には、故国川王の即位後に漢の建安年間（196年-220年）の初めに、抜奇が王位につけなかったことを不服として消奴部の加（高句麗の官名のひとつ、首長層）と3万余人を率いて公孫氏の元に降り、さらに後に抜奇は帰国して沸流水（渾江）の辺に住んだ、とする。同書・山上王紀では、故国川王の死後にその兄の発岐・弟の延優が王位を争い、敗れた発岐が公孫度を頼り反乱したとの記述がある。抜奇と男武（故国川王）との争いは、故国川王の死後の発岐と延優（山上王）との争いが故国川王即位紀に紛れ込んだと見られている。

## 治世
180年代初めに、後漢の遼東太守の攻撃を受けたが坐原でこれを撃退したが、部隊指揮をとった王子が戦死している。190年から191年にかけて起こった外戚の左可慮・於卑留の乱を鎮圧。191年には平民出身の乙巴素を国相に据えることで貴族勢力を抑制し、王権の更なる強化を実施した。その傍ら、賑貸法を制定し、農村の振興を図り、農業の発展に精力的に尽くしたという。197年5月に死去し、故国川原に埋葬されて故国川王と諡された。

## 王系譜の異説
```
『三国史記』高句麗本紀　　　　　　　　　　　　　　　　　『三国志』高句麗伝
┏━大祖大王（宮）　　　　　　　　　　　　　　　　　　　　宮━━伯固━┳━抜奇
┣━次大王（遂成）　　　　　　　　　　　　　　　　　　　　　　　　　　   ┗━南謨━━位宮
┗━新大王（伯固）━┳━抜奇　　　　　　　　
　　　　　　　　　　    ┣━故国川王（南謨）━━罽須？　　『後漢書』高句驪伝
　　　　　　　　　　    ┣━発岐　　　　　　　　　　　　　　  　宮━━遂成━━伯固
　　　　　　　　　　    ┣━山上王（位宮）　　　　
　　　　　　　　　　    ┗━罽須？
```

このころの高句麗王の系譜については多くの異説、差異があり、系譜伝説がまだ確定していなかったと見ることができる。『三国史記』の中にあっても、「故国川王の王子・罽須を遼東太守との戦いに派遣した」（故国川王紀6年条）としたり、「故国川王に子がいなくて弟の延優が王位を継いだ」「発岐とともに攻め込んできた公孫度への防戦に山上王の弟の罽須を当てた」（山上王紀前紀）としたり、異説を整理し切れていない様が見られる。